# Crise política no Equador em 2023
A crise política no Equador em 2023 se desencadeou em 17 de maio de 2023 como resultado do julgamento político do presidente Guillermo Lasso. O processo de destituição  começou na Assembleia Nacional em 9 de maio e durou até 17 de maio, quando Lasso dissolveu o parlamento por meio da disposição constitucional conhecida como muerte cruzada ("morte mútua"). Isso desencadeou o fim do julgamento político, uma vez que dissolveu a Assembleia Nacional e provocou uma eleição geral antecipada. Esta é a primeira vez que um presidente equatoriano usa essa medida constitucional.

## Antecedentes

### Caso Encuentro
Em 9 de janeiro de 2023, La Posta publicou uma reportagem intitulada El Gran Padrino ("O Grande Poderoso Chefão"), na qual detalhou uma suposta trama de corrupção dentro de empresas públicas centrada em torno de Danilo Carrera Drouet, cunhado do presidente Guillermo Lasso.
Na sequência da publicação, a 18 de janeiro de 2023, a Assembleia Nacional criou uma comissão para a "verdade, justiça e combate à corrupção" no alegado processo de corrupção contra Lasso. Após as investigações, foi apresentado um relatório não vinculante que permitiu à Assembleia iniciar o processo de julgamento político contra o presidente em 4 de março de 2023.
O associado próximo de Carrera, o empresário Rubén Cherres, considerado uma importante testemunha no caso, foi encontrado assassinado no início de abril de 2023. Embora Carrera não ocupasse nenhum cargo oficial no governo Lasso, vários ex-funcionários alegaram que ele desempenhou um importante papel consultivo para o presidente e era uma figura poderosa no palácio presidencial. Em particular, ele acompanhou Lasso em sua viagem a Washington em dezembro de 2022. Em 24 de fevereiro, o procurador-geral anunciou uma nova investigação sobre a rejeição de Lasso de uma investigação policial sobre os laços de Cherres com uma quadrilha de tráfico de drogas. As acusações alegam que Lasso pressionou o comandante da polícia estadual e o chefe do tráfico para ocultar o relatório da investigação.

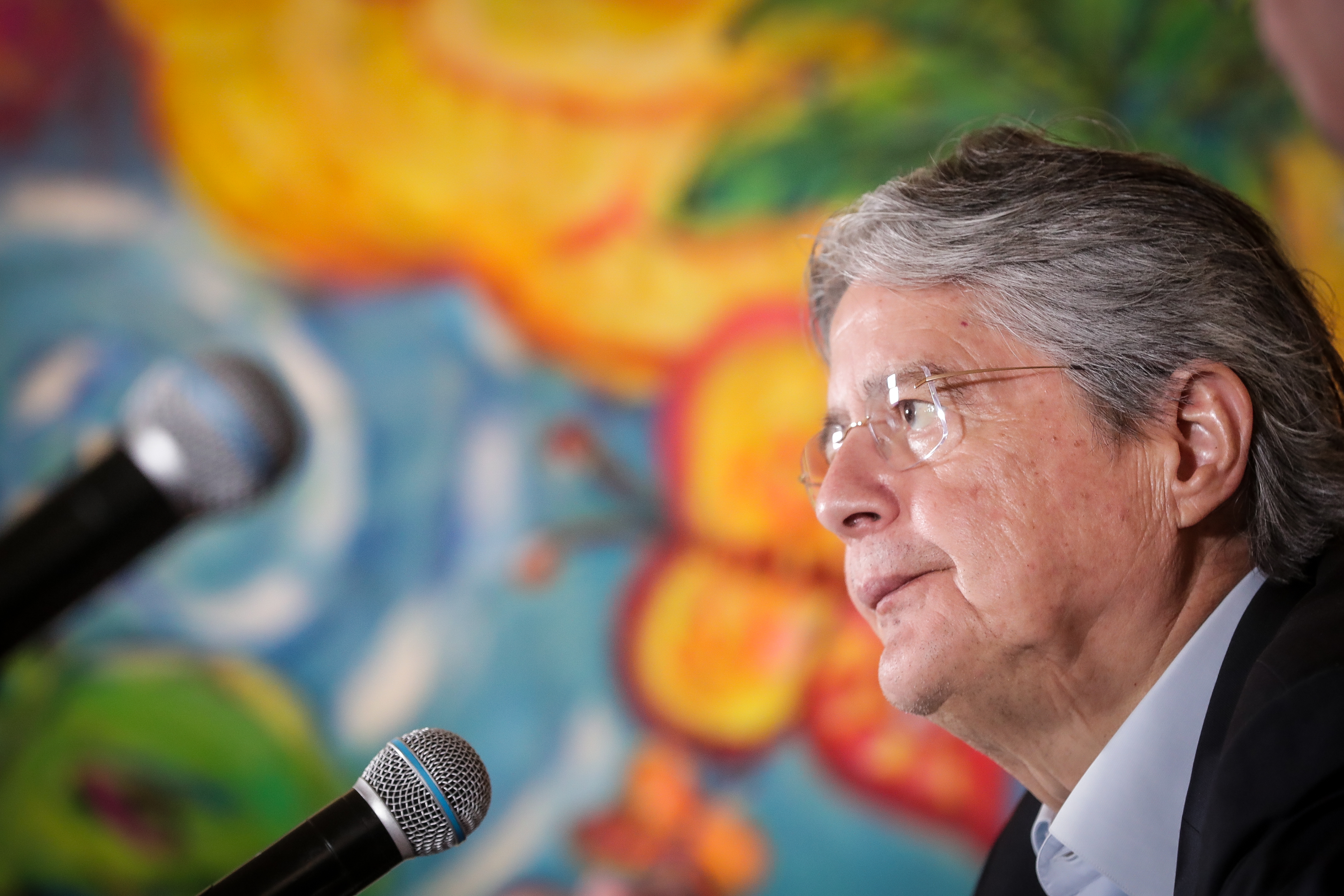
Lasso em março de 2023

### Julgamento político
O julgamento político começou em 16 de março e, em 29 de março, o Tribunal Constitucional aprovou a acusação de peculato contra Lasso, mas rejeitou as duas acusações de suborno. A BBC observou que, como 88 legisladores já haviam votado a favor do julgamento, isso significava que Lasso enfrentava a possibilidade de ser removido do poder.
Em 16 de maio, a Assembleia Nacional iniciou oficialmente o processo contra Lasso. Durante seu depoimento, Lasso classificou o processo como politicamente motivado. No entanto, no dia seguinte, Lasso dissolveu a Assembleia Nacional, invocando a medida constitucional conhecida como muerte cruzada.

## Crise política

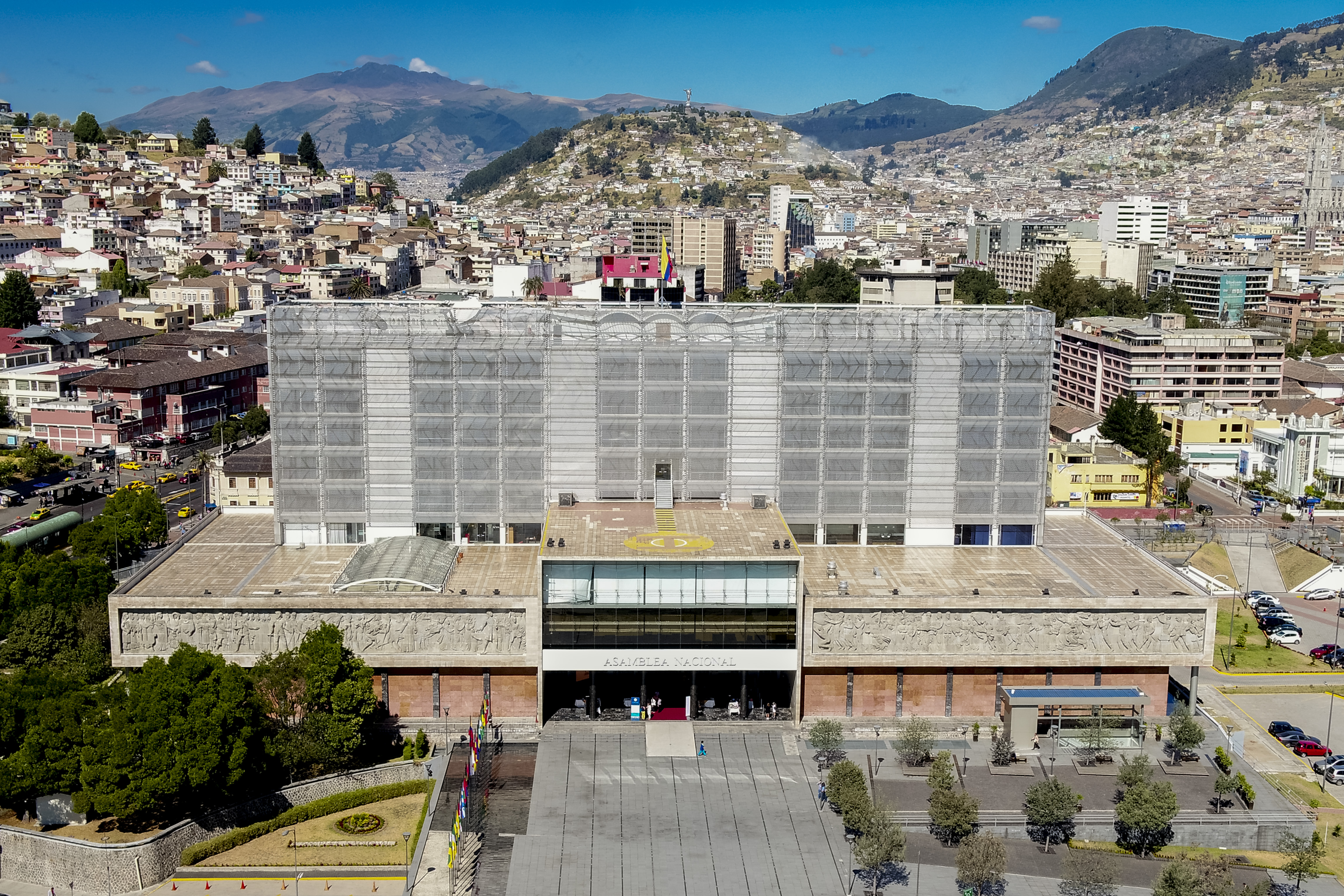
Após o decreto de muerte cruzada de Lasso, ele ordenou a militarização do Palácio Legislativo da Assembleia Nacional em 17 de maio de 2023

Em 17 de maio de 2023, Lasso invocou a medida constitucional muerte cruzada enquanto acusava os legisladores que pressionaram por sua destituição de se concentrar "em desestabilizar o governo". Este mecanismo permite ao presidente dissolver a Assembleia Nacional e convocar eleições presidenciais e legislativas antecipadas. Durante o período que antecede a eleição especial, Lasso governaria o Equador por decreto. Nesse mesmo dia, Lasso ordenou a militarização do Palácio Legislativo de Quito, impedindo o acesso do pessoal que trabalhava no prédio e dos membros da assembleia, que planejavam continuar com a sessão. Esta foi a primeira vez que um presidente equatoriano usou essa medida constitucional para evitar sua destituição.
No mesmo dia em que dissolveu o parlamento, Lasso baixou um decreto-lei concedendo redução de impostos para a classe média do país; isso foi duramente criticado, no entanto, e um apelo para detê-lo foi feito em poucas horas. Ele justificou invocar a medida constitucional chamando-a de melhor solução e disse que queria dar ao povo equatoriano o "poder de decidir" o futuro do país nas próximas eleições.  A Confederação de Nacionalidades Indígenas do Equador condenou as ações de Lasso e ameaçou protestar, enquanto um porta-voz do Ministério da Defesa Nacional disse que iria "reprimir" qualquer protesto violento. Os comentaristas observaram que grande parte das forças militares e policiais do país apoiaram o decreto de Lasso e o defenderam como constitucional.
Após a invocação da muerte cruzada, os ex-parlamentares da Esquerda Democrática e do Partido Social Cristão pediram ao Tribunal Constitucional que se pronunciasse sobre a inconstitucionalidade do decreto, argumentando que a decisão do presidente não tinha mérito legal.
A 18 de maio, vários deputados da Assembleia Nacional destituídos pelo decreto de Lasso denunciaram-no publicamente e questionaram o seu mérito constitucional porque o país não enfrentava uma crise urgente no momento da sua invocação. O ex-presidente da Assembleia, Virgílio Saquicela, entrou com uma ação perante a Corte Constitucional contra o decreto de Lasso que o qualificou de inconstitucional.  No mesmo dia, o Ministro do Governo Henry Cucalón defendeu as ações de Lasso, dizendo que ele tinha autoridade constitucional para invocar o decreto.
O Conselho Nacional Eleitoral (CNE) reuniu-se para preparar as novas eleições gerais. Em conferência de imprensa, a presidente da CNE, Diana Atamaint, disse que a primeira volta das eleições seria realizada a 20 de agosto e se houvesse segunda volta seria a 15 de outubro, pelo que provisoriamente, o novo presidente tomaria posse em novembro de 2023. Seguindo o decreto de Lasso, o ex- vice-presidente Otto Sonnenholzner e o ex-deputado Fernando Villavicencio anunciaram suas candidaturas presidenciais. Em entrevista ao Washington Post em 19 de maio, o próprio Lasso disse que não tinha planos de se candidatar.

## Reações

### Doméstica
- O ex-presidente Rafael Correa chamou de "ilegal" o decreto presidencial de Lasso e afirmou que "obviamente não há comoção interna", como argumentou o presidente. "De qualquer forma, é uma grande oportunidade para tirar Lasso, seu governo e seus legisladores do cargo."
- O ex-presidente Lenín Moreno pediu calma dentro de seu partido para evitar a repetição dos resultados das eleições locais de fevereiro de 2023 , que foram uma grande vitória do partido de Correa. Ele também pediu "unidade, humildade e distanciamento diante do cenário político e social incerto que o Equador está vivendo".[15]
- O ex-prefeito de Guayaquil, Jaime Nebot, disse que a ação de Lasso ao invocar a morte cruzada foi "inconstitucional, sem efeito legal, problemática e uma ditadura disfarçada".[16]

### Internacional
- Bolívia: O ex-presidente Evo Morales criticou Lasso por invocar o decreto para evitar "processos por corrupção" e questionou por que Lasso conseguiu permanecer no cargo, enquanto o ex-presidente peruano Pedro Castillo foi processado por "fazer o mesmo".[17]
- Chile: O governo expressou sua esperança de que a crise seja resolvida por meio de "mecanismos democráticos e institucionais (disponíveis) em sua constituição, com estrita adesão e respeito ao estado de direito".
- México: O presidente Andrés Manuel López Obrador expressou dúvidas de que o decreto de Lasso traria instabilidade à nação e esperava que as próximas eleições gerais trouxessem uma solução para a crise.
- Peru: O Ministério das Relações Exteriores do Peru indicou seu apoio a Lasso e que a presidente Dina Boluarte apóia o "processo democrático da República do Equador".[18]
- Estados Unidos: O Departamento de Estado dos Estados Unidos disse que o país "apoia as instituições democráticas do Equador".